# Давид ди Донателло 1994
39-я церемония вручения наград премии «Давид ди Донателло» состоялась 18 июня 1994 года на Капитолии.

## Победители и номинанты

### Лучший фильм
- Дорогой дневник, режиссёр Нанни Моретти
- Ради любви, только ради любви, режиссёр Джованни Веронези
- Не будем больше встречаться, режиссёр Карло Вердоне

### Лучшая режиссура
- Карло Вердоне — Не будем больше встречаться
- Нанни Моретти — Дорогой дневник
- Pasquale Pozzessere — Отец и сын

### Лучший дебют в режиссуре
- Симона Иццо — Сентиментальные маньяки (ex aequo)
- Франческо Раньери Мартинотти — Абиссиния (ex aequo)
- Leone Pompucci — Тысяча синих пузырей (ex aequo)

### Лучший сценарий
- Уго Кити и Джованни Веронези — Ради любви, только ради любви
- Франческа Марчано и Карло Вердоне — Не будем больше встречаться
- Нанни Моретти — Дорогой дневник

### Лучший продюсер
- Аурелио Де Лаурентис — Ради любви, только ради любви
- Анджело Барбагалло и Нанни Моретти — Дорогой дневник
- Джованни Ди Клементе — Джованни Фальконе

### Лучшая женская роль
- Азия Ардженто — Не будем больше встречаться
- Кьяра Казелли — Где ты? Я здесь
- Барбара Де Росси — Сентиментальные маньяки

### Лучшая мужская роль
- Джулио Скарпати — Мальчик-судья Розарио Леватино
- Диего Абатантуоно — Ради любви, только ради любви
- Нанни Моретти — Дорогой дневник
- Сильвио Орландо — Суд

### Лучшая женская роль второго плана
- Моника Скаттини — Сентиментальные маньяки
- Реджина Бьянки — Мальчик-судья Розарио Леватино
- Стефания Сандрелли — Ради любви, только ради любви

### Лучшая мужская роль второго плана
- Алессандро Абер — Ради любви, только ради любви
- Джанкарло Джаннини — Джованни Фальконе
- Леопольдо Триесте — Мальчик-судья Розарио Леватино

### Лучшая операторская работа
- Бруно Кашио — Отец и сын (ex aequo)
- Данте Спинотти — Тайна старого леса (ex aequo)
- Лука Бигацци — Разделённая душа
- Джузеппе Ланчи — Дорогой дневник

### Лучшая музыка
- Никола Пьовани — Дорогой дневник
- Федерико Де Робертис — Суд
- Никола Пьовани — Ради любви, только ради любви

### Лучшая художественная постановка
- Массимо Антонелло Геленг — О смерти, о любви
- Джантито Буркьелларо — Воробей
- Энрико Фиорентини — Ради любви, только ради любви

### Лучший костюм
- Пьеро Този — Воробей
- Маурицио Милленотти — Тайна старого леса
- Габриэлла Пескуччи — Ради любви, только ради любви

### Лучший монтаж
- Карло Валерио — Отец и сын
- Нино Баральи — Ради любви, только ради любви
- Марко Гарроне — Дорогой дневник

### Лучший звук
- Туллио Морганти — Суд
- Бенито Алькимеде — Не будем больше встречаться
- Франко Борни — Дорогой дневник

### Лучший иностранный фильм
- Во имя отца, режиссёр Джим Шеридан

### Лучшая иностранная актриса
- Эмма Томпсон — На исходе дня
- Холли Хантер — Пианино
- Мишель Пфайффер — Эпоха невинности

### Лучший иностранный актёр
- Энтони Хопкинс — На исходе дня

### Давид Лучино Висконти
- Мануэл де Оливейра

### David speciale
- Альберто Сорди
- Стефано Дионизи
- Альберто Латтуада